# Подставка для ног

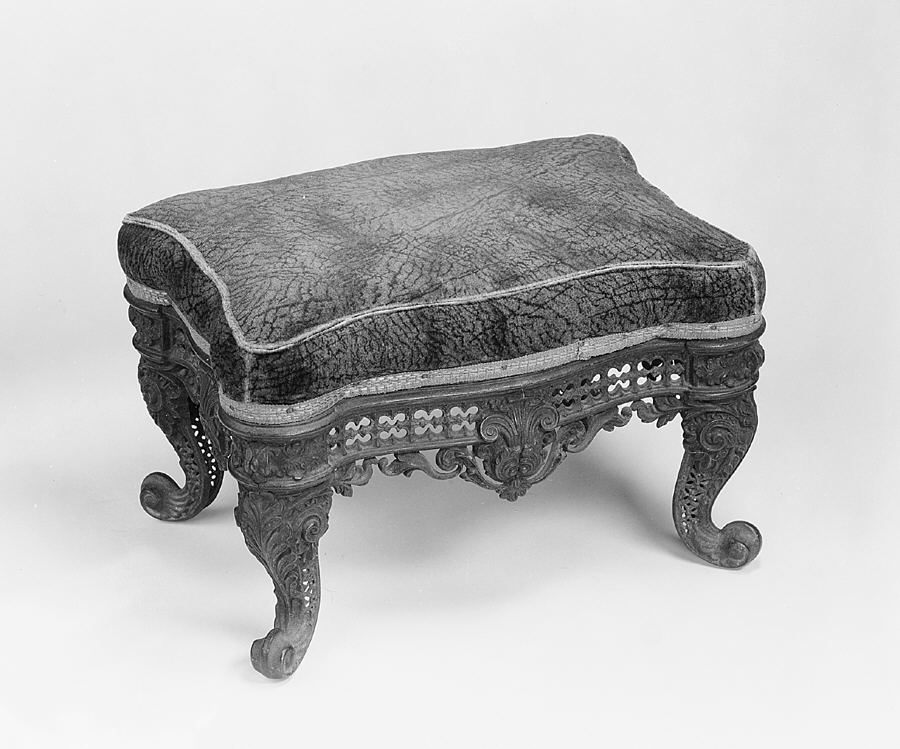
Подставка под ноги (середина XIX века)

Подставка для ног (также подножие) — предмет мебели, предназначенный для удобного размещения ног при сидении.

## История

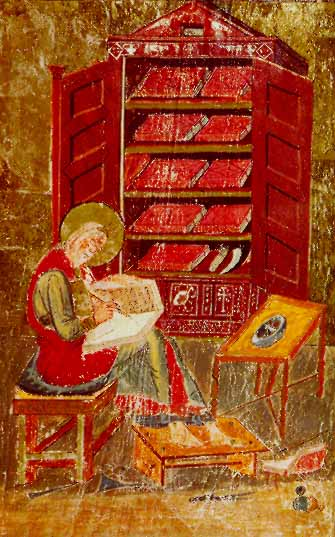
Ездра (Амиатинский кодекс)

Подножие существовало практически в течение всей материальной истории человечества; подставки под ноги широко применялись микенской цивилизацией и в Древнем Египте. Египетская мебель в целом была крайне невысокой, за исключением кресел, высота которых требовала подставок для того, чтобы невысокие (ростом менее 160 см) египтяне могли в них садиться. О микенских подножиях практически ничего не известно, хотя они и упоминаются в дошедших до нас письменных источниках. Древние греки использовали подножие как для высоких кресел, так и для клиний.
Даже в «тёмные века» Амиатинский кодекс изображает Ездру, использующего подножие как опору для ног при починке книг. Кроме более удобного расположения для ног и защиты их от холодного пола, подставка для ног также была необходима для высоких кресел и тронов и потому служила признаком высокого статуса. Невысокая скамейка могла служить и как пьедестал для оратора, и как сиденье для детей.

## Конструкция
Свободностоящие подставки для ног обычно имеют четыре ножки и высоту до 25 см. Томас Шератон в XVIII веке предлагал ограничиться высотой в 16 см, но на практике высота сохранившихся предметов того времени была около 20 сантиметров. 
Подставки изготавливались с жесткой деревянной поверхностью, с мягким покрытием, с деревянной рамой, затянутой тростниковым плетением. Ножки варьировали от примитивных брусков и досок по краям (вырез в доске формировал пару ножек) до точёных и резных.

## В культуре
Согласно Библейской энциклопедии, «подножие» в Библии употребляется не только в прямом смысле, как в 2Пар. 9:18, но и в символическом смысле: «подножие ногам Бога» может означать место Его присутствия (ковчег Завета, 1Пар. 28:2) или место, полностью Ему подчинённое (землю, Мф. 5:35, Деян. 7:49). Пс. 109:1 отражает изображения египетских фараонов, попирающих своих врагов в знак победы; фигуры поверженных врагов изображались также на подножии египетского трона.